# Molophilus (Molophilus) luteipygus
Molophilus (Molophilus) luteipygus is een tweevleugelige uit de familie steltmuggen (Limoniidae). De soort komt voor in het Australaziatisch gebied.